# Konjuh (montagne de Bosnie-Herzégovine)
Pour les articles homonymes, voir Konjuh.
Le mont Konjuh est un sommet du nord-est de la Bosnie-Herzégovine. Son point culminant est le pic éponyme de Konjuh, qui s'élève à une altitude de 1 328 m.

## Géographie

### Situation
Le mont Konjuh est entouré par les rivières Seona, Turija, Litva et Oskova au nord, par la Gostelja et la route nationale Tuzla–Sarajevo à l'est et par la rivière Krivaja au sud et à l'ouest. Avec les monts Ozren, Javor et Javornik, ainsi que les monts Trebavac et Majevica, le Konjuh fait partie d'un ensemble montagneux situé dans la zone de transition entre les Alpes dinariques et la plaine pannonienne.

### Pics principaux
L'altitude moyenne du Konjuh est de 1 000 m. Plusieurs pics s'élèvent au-delà de cette moyenne : Šuplji Javor (1 157 m), Vina Kruška (1 088 m), Suho Drvlje (1 206 m), Zidine (1 180 m), Brezina (1 120 m), Konjuh (1 328 m) et Bandijerka, ainsi que les monts Javorja (1 261 m), Bijeli Vrh (1 272 m) et Zečiji Rat (1 275 m), situés sur l'arête sud-ouest de Smolin.

### Flore et faune
Le massif de Konjuh est recouvert par une forêt dense, composée surtout de pins, de sapins et d'épicéas. On y rencontre également le hêtre, l'érable et un petit nombre de chênes. Parmi les plantes les plus remarquables du massif figure la gentiane jaune (Gentiana lutea), qui, sur cette montagne, est menacée et protégée. On y trouve aussi Iris Bosniakum, une espèce endémique.
Dans les forêts du Konjuh vivent l'ours brun, le chevreuil, le sanglier, le loup, le renard et l'écureuil. Les ruisseaux du secteur abondent en truites et en écrevisses (Astacus astacus). On y trouve également de nombreux serpents.

## Monuments historiques
Le mont Konjuh abrite de nombreuses nécropoles, dont 500 pour la seule municipalité de Kladanj, ainsi que plusieurs monuments commémorant la Résistance des Partisans yougoslaves pendant la Seconde Guerre mondiale.

## Protection
Le Konjuh est une zone touristique et les amis de la nature essayent depuis de nombreuses années de persuader les autorités de la classer en zone naturelle protégée.